# Olga Pawlowna

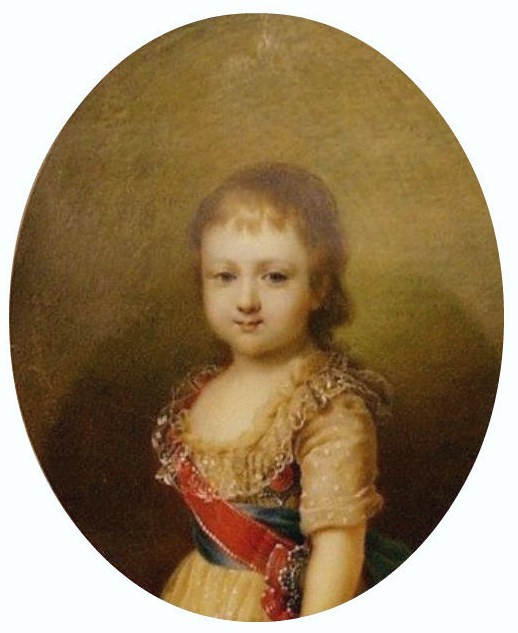
Olga Pawlowna

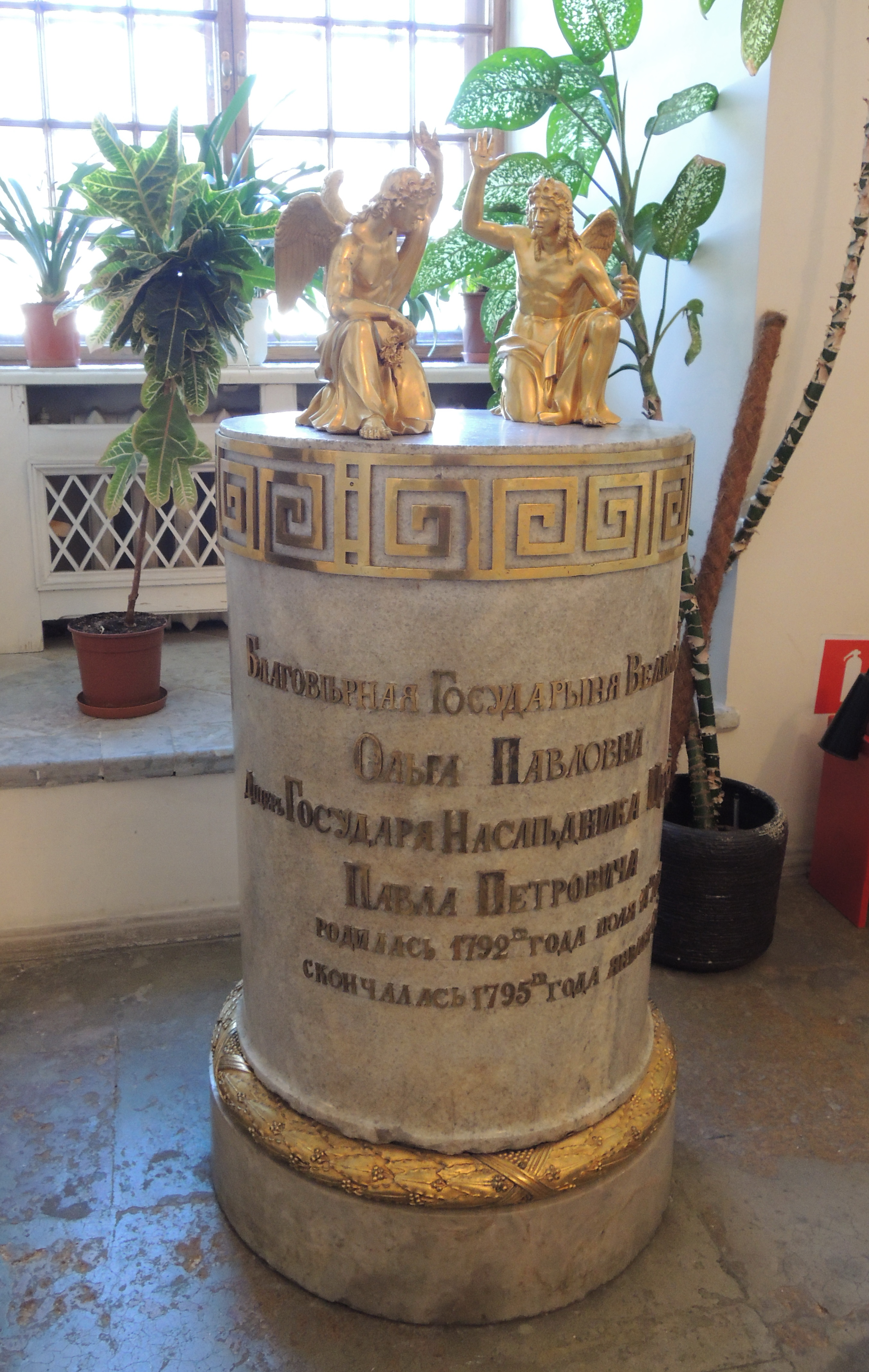
Grabstein

Olga Pawlowna (russisch Ольга Павловна; * 22. Juli 1792 in Sankt Petersburg; † 26. Januar 1795 ebenda) war Großfürstin von Russland und Tochter des Zaren Paul I. und Maria Fjodorownas.

## Leben
Olga Pawlowna wurde als siebtes Kind und zweitjüngste Tochter des damaligen Großfürsten Paul und seiner Gemahlin Prinzessin Sophie Dorothee von Württemberg geboren. Olga Pawlowna erhielt kurz nach ihrer Geburt von ihrer Großmutter das Großkreuz des Ordens der Heiligen Katharina. Sie starb im Alter von drei Jahren plötzlich an Fieber und war das einzige Kind ihrer Eltern, das nicht das Erwachsenenalter erreichte. Ihr Grabmal befindet sich in der Mariä-Verkündigungs-Kirche des Sankt Petersburger Alexander-Newski-Klosters. Gawriil Romanowitsch Derschawin schrieb über den frühen Tod der Großfürstin ein Gedicht.

## Auszeichnungen
- Russischer Orden der Heiligen Katharina, Großkreuz